# Drôle de vie (série télévisée)
Pour les articles homonymes, voir Drôle de vie.
Drôle de vie (The Facts of Life) est une série télévisée américaine en 209 épisodes de 25 minutes, créée par Dick Clair et Jenna McMahon et diffusée entre le 24 août 1979 et le 13 septembre 1988 sur le réseau NBC.
En France, les saisons 1 à 9 ont été diffusées du 25 juillet 1987  au 28 novembre 1988 sur La Cinq.
 
Diffusion des saisons 1 a 9 dans l'émission Club Dorothée du 26 août 1991 au 2 février 1996 sur TF1.

## Synopsis
Il s'agit d'un spin-off de la sitcom Arnold et Willy. Cette série met en scène les mésaventures d'Edna Garett, gouvernante d'une prestigieuse école de filles.

## Distribution
- Charlotte Rae (VF : Jane Val) : Edna Garett
- Lisa Whelchel (VF : Catherine Lafond) : Blair Warner
- Kim Fields (VF : Béatrice Bruno puis Dorothée Jemma) : Dorothy « Tootie » Ramsey
- Mindy Cohn (VF : Françoise Pavy) : Natalie Green
- Nancy McKeon (VF : Laurence Crouzet puis Magali Barney) : Jo Polniaczek
- John Lawlor : Steven Bradley
- Jenny O'Hara (VF : Amélie Morin) : Emily Mahoney
- Molly Ringwald (VF : Claude Chantal) : Molly Parker
- Felice Schachter (VF : Stéphanie Murat) : Nancy Olson
- Julie Piekarski (VF : Joëlle Guigui) : Sue Ann Weaver
- Julie Anne Haddock : Cindy Webster
- Pamela Segall : Kelly Affinado
- Mackenzie Astin (en) (VF : Francette Vernillat) : Andy Moffet
- Cloris Leachman (VF : Régine Blaess) : Beverly Ann Stickle
- Sherrie Krenn : Pippa McKenna
- Jami Gertz : Boot St Clair
- Dana Plato (VF : Céline Monsarrat) : Virginia
- Alex Rocco : Charlie Polniaczek
- Geri Jewell: Geri Tyler

## Générique
Lors de sa première diffusion en 1987 sur La Cinq, le générique était diffusé dans sa version instrumentale. Ce n'est qu'en 1991 sur TF1 que le générique sera diffusé dans sa version originale en anglais.

## Épisodes

### Première saison (1979-1980)
1. Le concours de beauté (Rough Housing)
2. Telle mère, telle fille (Like Mother, Like Daughter)
3. Le flambeur (The Return of Mr. Garrett)
4. Les Q.I. sont cuits (I.Q.)
5. Carrière (Emily Dickinson)
6. Usurpation (Dieting)
7. Les vacances de Molly (The Facts of Love)
8. Au régime ! (Flash Flood)
9. L'adoption (Adoption)
10. Le trophée (Running)
11. Tout ce que vous avez toujours voulu savoir sur le sexe (Molly's Holiday)
12. Le déluge (Dope)
13. Le groupe (Overachieving)

### Deuxième saison (1980-1981)
1. La nouvelle venue [1/2] (The New Girl [1/2])
2. La nouvelle venue [2/2] (The New Girl [2/2])
3. Un modèle superbe (Double Standard)
4. Tiens qui suis-je ? (Who Am I?)
5. Quelle famille (Cousin Geri)
6. Chapardage (Shoplifting)
7. Vive le mariage [1/2] (Teenage Marriage [1/2])
8. Vive le mariage [2/2] (Teenage Marriage [2/2])
9. Rumeurs (Gossip)
10. Point limite (Breaking Point)
11. Symbole sexuel (Sex Symbol)
12. Le secret (The Secret)
13. Achat et vente (Bought and Sold)
14. Quels beaux bébés (Pretty Babies)
15. Quel esprit libre (Free Spirit)
16. Brian et Sylvia (Brian and Sylvia)

### Troisième saison (1981-1982)
1. Oh que ça fait mal (Growing Pains)
2. Quelle peur ! (Fear Strikes Back)
3. Un bébé dans la maison (A Baby in the House)
4. L'amitié (A Friend in Deed)
5. Les gros titres (Front Page)
6. À toi, à moi (Give and Take)
7. Douce tristesse (Sweet Sorrow)
8. Bon bisous de Russie (From Russia With Love)
9. Et alors ! (Dear Me)
10. Le retour (Cousin Geri Returns)
11. Le droit (Legacy)
12. Le monstre aux yeux verts (Green-Eyed Monster)
13. L'Adaptation de Miko (The Americanization of Miko)
14. Mariage vous avez dit mariage (The Marriage Brokers)
15. Question de chance (Starstruck)
16. Les quatre mousquetaires (The Four Musketeers)
17. Si on avait su (The Affair)
18. La fuite (Runaway)
19. New York, New York (New York, New York)
20. Les enfants sont durs (Kids Can Be Cruel)
21. Occupez-vous de vos affaires (Mind Your Own Business)
22. L'académie (The Academy)
23. L'esprit de famille (Jo's Cousin)
24. N'en faisons pas un drame (Read No Evil)

### Quatrième saison (1982-1983)
1. Ca arrive à tout le monde (Ain't Miss Beholden)
2. Titre français inconnu (The Source)
3. Le bruit du silence (The Sound of Silence)
4. Il n'y a pas d'âge pour la culture (The Oldest Living Graduate)
5. À une différence près (Different Drummer)
6. Titre français inconnu (Dearest Mommie)
7. Titre français inconnu (A Woman's Place)
8. La fille à papa (Daddy Girl)
9. Le grand combat (The Big Fight)
10. Il suffit de demander (For the Asking)
11. On connaît la chanson (September Song)
12. Titre français inconnu (A Royal Pain)
13. Obsession (Magnificent Obsession)
14. Titre français inconnu (Under Pressure)
15. Titre français inconnu (Teacher's Pet)
16. Titre français inconnu (Let's Party)
17. Titre français inconnu (Best Sister [1/2])
18. Titre français inconnu (Best Sister [2/2])
19. Titre français inconnu (Guess What's Coming to Dinner?)
20. Titre français inconnu (Who's On First)
21. Titre français inconnu (Help from Home)
22. Titre français inconnu (Take My Finals, Please)
23. Titre français inconnu (Graduation [1/2])
24. Titre français inconnu (Graduation [2/2])

### Cinquième saison (1983-1984)
1. Titre français inconnu (Brave New World (1))
2. Titre français inconnu (Brave New World (2))
3. Titre français inconnu (Gamma Gamma or Bust)
4. Titre français inconnu (Just My Bill)
5. Titre français inconnu (What Price Glory?)
6. Titre français inconnu (The Halloween Show)
7. Titre français inconnu (Advanced Placement)
8. Titre français inconnu (I'm Dancing as Fast As I Can)
9. Titre français inconnu (Small But Dangerous)
10. Titre français inconnu (Store Games)
11. Titre français inconnu (The Second Time Around)
12. Titre français inconnu (The Christmas Show)
13. Titre français inconnu (Chain Letter)
14. Titre français inconnu (Next Door)
15. Titre français inconnu (Crossing the Line)
16. Titre français inconnu (All or Nothing)
17. Titre français inconnu (A Death in The Family)
18. Titre français inconnu (Big Fish/Little Fish)
19. Titre français inconnu (Star at Langley)
20. Titre français inconnu (Dream Marriage)
21. Titre français inconnu (Mother and Daughter)
22. Titre français inconnu (All by Herself)
23. Titre français inconnu (Seems Like Old Times)
24. Titre français inconnu (Joint Custody)
25. Titre français inconnu (The Way We Were (1))
26. Titre français inconnu (The Way We Were (2) )

### Sixième saison (1984-1985)
1. Titre français inconnu (The Summer of '84)
2. Titre français inconnu (Slices of Life)
3. Titre français inconnu (Love at First Byte)
4. Titre français inconnu (My Boyfriend's Back)
5. Titre français inconnu (Cruisin')
6. Titre français inconnu (Taking a Chance on Love (1))
7. Titre français inconnu (Taking a Chance on Love (2))
8. Titre français inconnu (E.G.O.C (Edna Garrett on Campus))
9. Titre français inconnu (Dear Apple)
10. Titre français inconnu (Talk, Talk, Talk)
11. Titre français inconnu (Smile)
12. Titre français inconnu (The Rich Aren't Different)
13. Titre français inconnu (Christmas in the Big House)
14. Titre français inconnu (Me and Eleanor)
15. Titre français inconnu (Working it Out)
16. Titre français inconnu (Jazzbeau)
17. Titre français inconnu (Two Guys From Appleton)
18. Titre français inconnu (With a Little Help from My Friends)
19. Titre français inconnu (Gone With the Wind (1))
20. Titre français inconnu (Gone With the Wind (2))
21. Titre français inconnu (Man in the Attic)
22. Titre français inconnu (The Last Drive-In)
23. Titre français inconnu (Sisters)
24. Titre français inconnu (It's Lonely at the Top)
25. Titre français inconnu (Bus Stop)
26. Titre français inconnu (The Interview Show )

### Septième saison (1985-1986)
1. Titre français inconnu (Out of the Fire… [1/3])
2. Titre français inconnu (Into the Frying Pan [2/3])
3. Titre français inconnu (Grand Opening [3/3])
4. Titre français inconnu (Teacher, Teacher)
5. Titre français inconnu (Men for all Seasons)
6. Titre français inconnu (A New Life)
7. Titre français inconnu (Doo Wah)
8. Titre français inconnu (Come Back to the Truck Stop, Natalie Green, Natalie Green)
9. Titre français inconnu (Born Too Late)
10. Titre français inconnu (3, 2, 1)
11. Titre français inconnu (We Get Letters)
12. Titre français inconnu (Ballroom Dance)
13. Titre français inconnu (Christmas Baby)
14. Titre français inconnu (Tootie Drives)
15. Titre français inconnu (Stake-Out Blues)
16. Titre français inconnu (The Agent)
17. Titre français inconnu (The Reunion)
18. Titre français inconnu (Concentration)
19. Titre français inconnu (Atlantic City)
20. Titre français inconnu (The Lady Who Came to Dinner)
21. Titre français inconnu (The Candidate)
22. Titre français inconnu (Big Time Charlie)
23. Titre français inconnu (The Graduate [1/2])
24. Titre français inconnu (The Apartment [2/2])

### Huitième saison (1986-1987)
1. Adieu Mme Garret [1/2] (Out of Peekskill [1/2])
2. Adieu Mme Garret [2/2] (Out of Peekskill [2/2])
3. Titre français inconnu (Ready or Not)
4. Chambre à part (Another Room)
5. À nous deux Broadway ! (Off Broadway Baby)
6. Titre français inconnu (The Little Chill)
7. Titre français inconnu (The Ratings Game)
8. Le mariage (The Wedding Day)
9. Titre français inconnu (Fast Food)
10. Titre français inconnu (Where's Poppa?)
11. Le plagiat (Write & Wrong)
12. Titre français inconnu (Seven Little Indians)
13. Titre français inconnu (The Greek Connection)
14. Nouvelle année, nouvelle vie (Post-Christmas Card)
15. Une étoile a craqué (A Star is Torn)
16. Week-end enneigé (A Winter's Tale)
17. La revanche de Cupidon (Cupid's Revenge)
18. Retour sur les années 60 (62 Pick-Up)
19. Titre français inconnu (Boy About the House)
20. Le retour de l'ex (Ex Marks the Spot)
21. Question d'âge (Younger Than Springtime)
22. Titre français inconnu (This is Only a Test)
23. Titre français inconnu (Rites of Passage [1/2])
24. Titre français inconnu (Rights of Passage Too [2/2])

### Neuvième saison (1987-1988)
1. Retrouvailles à Malibu [1/2] (Down and Out in Malibu [1/2])
2. Retrouvailles à Malibu [1/2] (Down and Out in Malibu [1/2])
3. Rumeurs (Rumor Has It)
4. Avant la chute (Before the Fall)
5. Charité bien ordonnée (Sweet Charity)
6. Titre français inconnu (Up From Down Under)
7. Titre français inconnu (The More the Marrier)
8. Titre français inconnu (A Rose By Any Other Age)
9. Titre français inconnu (Adventures in Baileysitting)
10. La visite du Père Noël (It's a Wonderful Christmas)
11. Titre français inconnu (Golden Oldies)
12. Titre français inconnu (A Thousand Frowns)
13. Un point commun (Something in Common)
14. La loi de Peeksill (Peekskill Law)
15. Titre français inconnu (A House Divided)
16. Titre français inconnu (The First Time)
17. De la musique pour tout le monde (Let's Face the Music)
18. Personne n'est parfait (Less Than Perfect)
19. Titre français inconnu (Till Marriage Do Us Part)
20. Titre français inconnu (Present Imperfect)
21. Titre français inconnu (On the Edge)
22. Séjour à New York (Big Apple Blues)
23. Le début de la fin [1/2] (The Beginning of the End [1/2])
24. Le début de la fin [2/2] (The Beginning of the End [2/2])

## Commentaires
- Drôle de vie est le spin-off d’Arnold et Willy. La série est née dans un épisode de la fin de la saison 1 de cette dernière. Mme Garrett, gouvernante des Drummond, y accepte de venir en aide à Virginia, dans la confection des costumes du spectacle de fin d’année de son école. Elle va y faire connaissance avec toutes les futures héroïnes. Par la suite, The Facts of life (titre original) n’a jamais revu Virginia Drummond. Arnold Jackson fera, quant à lui, quelques apparitions[2].

- Pour son contrat, Charlotte Rae avait l’assurance de retrouver son rôle dans Arnold et Willy, dans le cas où Drôle de vie ne rencontrait pas le succès escompté. Edna Garrett a finalement été remplacée chez les Drummond par Adelaïde Brubacker[2].

- Dès la saison 2, le concept de la série évolue radicalement. Plutôt que de s’intéresser à tout le dortoir, Drôle de vie se concentre sur la vie de quatre adolescentes au lieu de sept à l’origine, qui vivent sous un même toit. Edna Garrett devra très vite trouver un second emploi, dans un magasin de produits diététiques. Elle finira même par se marier avec Bruce Gaines au début de la saison 8, qui marque le départ de l’actrice[2].